# Аркесилай II
Аркесилай II Твърди (на старогръцки: Ἀρκεσίλαος ὁ Χαλεπός, на латински: Arkesilaos II) от династията Батиадир е цар на Кирена през 565/560 – 555/550 пр.н.е.

## Биография
Той наследява баща си Бат II на трона. Неговите братя напускат града и си основават ново селище с името Барке, на запад от Киренайка. От там те пречат на брат си и подстрекават населението за вълнения.
Аркесилай II напада братята си и загубва 7000 хоплити. Скоро след това се разболява и е убит при заговор на брат му Леарх (или Лаархос) (при Плутарх един приятел). Неговата вдовица Ериксо по-късно отмъщава.
Неговият син Бат III го наследява на трона (555/550 – 535/530 пр.н.е.).